# Naranga aenescens
Naranga aenescens là một loài bướm đêm trong họ Noctuidae.